# Lorenzo Crisetig
Lorenzo Crisetig (* 20. Januar 1993 in Cividale del Friuli) ist ein italienischer Fußballspieler.

## Vereinskarriere
Lorenzo Crisetig begann seine Karriere bei A.S.D Donatello, bevor er in die Nachwuchsabteilung von Inter Mailand wechselte. Im Alter von 16 Jahren lief er erstmals in einem Freundschaftsspiel für Inter auf. Am 27. September 2011 gab er sein Pflichtspieldebüt für die A-Mannschaft: Im zweiten Spiel der Gruppenphase der Champions-League-Saison 2011/12 gegen ZSKA Moskau wurde er in den letzten Minuten der Partie für Cristian Chivu eingewechselt.
Im Januar 2012 gab Inter einen Teil der Transferrechte an Crisetig an den FC Parma ab. Dennoch sollte der Mittelfeldspieler für den Rest der Saison bei den Mailändern bleiben. Im Juli 2012 wurde Crisetig an Spezia Calcio in die Serie B ausgeliehen. Im Januar 2013 wurde er an den Serie-B-Verein FC Crotone verliehen, für den er bei seinem Debüt im Spiel gegen die AS Cittadella ein Tor erzielte. Zur Saison 2014/15 wurde Crisetig für ein Jahr an den Serie-A-Verein Cagliari Calcio ausgeliehen.
Nach einer weiteren Leihe zum FC Bologna im Sommer 2015 verpflichtete dieser Crisetig ein Jahr später fest, verlieh ihn jedoch für die Saison 2016/17 sofort an den FC Crotone.

## Nationalmannschaft
Crisetig lief für verschiedene italienische Nachwuchsmannschaften auf. Am 11. August 2010 gab er im Alter von 17 Jahren gegen Dänemark sein Debüt in der italienischen U-21-Nationalmannschaft. Zu diesem Zeitpunkt war er der jüngste Spieler, der bisher für die italienische U-21 aufgelaufen war.